# Chile Open 2021
Chile Open 2021 — тенісний турнір, що проходив на ґрунтових кортах у місті Сантьяго (Чилі) з 8 до 14 березня. Належав до категорії ATP 250.

## Фінальна частина

### Одиночний розряд
Крістіан Гарін —  Факундо Баньїс 6–4, 6–7(3–7), 7–5

### Парний розряд
Сімоне Болеллі /  Максімо Гонсалес —  Федеріко Дельбоніс /  Хауме Мунар 7–6(7–4), 6–4